# Laguna Mucar
Laguna Mucar är en sjö i Argentina.   Den ligger i provinsen Jujuy, i den norra delen av landet, 1 500 km nordväst om huvudstaden Buenos Aires. Laguna Mucar ligger 4 115 meter över havet.
Trakten runt Laguna Mucar är ofruktbar med lite eller ingen växtlighet. Trakten runt Laguna Mucar är nära nog obefolkad, med mindre än två invånare per kvadratkilometer.